# Новожилов, Василий Филиппович
Василий Филиппович Новожилов (5 мая 1912 года — 20 февраля 1991 года) — подполковник Советской Армии, участник Великой Отечественной войны, Герой Советского Союза (1944).

## Биография
Родился в селе Козино (ныне — Рыльский район Курской области). После окончания семи классов школы работал разнорабочим. В 1934—1936 годах и в 1939—1940 годах проходил службу в Рабоче-крестьянской Красной Армии, окончил курсы младших лейтенантов. Участвовал в боях советско-финской войны. В 1941 году Новожилов в третий раз был призван в армию. С начала Великой Отечественной войны — на её фронтах.
К марту 1944 года капитан Василий Новожилов командовал батальоном 861-го стрелкового полка 294-й стрелковой дивизии 52-й армии 2-го Украинского фронта. Отличился во время форсирования Днестра и Прута. 28 марта 1944 года батальон Новожилова переправился через Днестр в районе села Бушила Унгенского района Молдавской ССР и захватил плацдарм на его берегу, отразив несколько немецких контратак. В ходе дальнейшего наступления он успешно переправился через Прут в районе деревни Бахна в 10 километрах к северу от Ясс и за двое последующих суток отразил семь немецких контратак, нанеся вражеским войскам большие потери.
Указом Президиума Верховного Совета СССР от 13 сентября 1944 года капитан Василий Новожилов был удостоен высокого звания Героя Советского Союза с вручением ордена Ленина и медали «Золотая Звезда».
После окончания войны Новожилов продолжил службу в Советской Армии. В сентябре 1960 года в звании подполковника он был уволен в запас. Проживал и работал в городе Суровикино Волгоградской области. Умер в 1991 году, похоронен в Суровикино.
Был также награждён орденами Красного Знамени и Отечественной войны 1-й степени, двумя орденами Красной Звезды, рядом медалей.